# Ferdynand Ossendowski
Ferdynand Antoni Ossendowski (n. 27 mai/8 iunie 1878, Liuțin⁠(d), Gubernia Vițebsk⁠(d), Imperiul Rus – d. 3 ianuarie 1945, Grodzisk Mazowiecki, Mazovia, Polonia) a fost un chimist și geolog polonez, explorator și aventurier. A devenit cunoscut pentru scrierile sale, mărturii asupra revoluției ruse din 1905, revoluției ruse din 1917 și războiului civil rus, la care a participat.